# 小川めるる
小川 めるる（おがわ めるる）は、日本のAV女優。
趣味:アニコス。特技:書道、料理。

## 略歴・人物
埼玉県出身。2014年5月にデビューした、小柄でややぽっちゃり体型のロリ系AV女優。

## 出演作品

### アダルトDVD
2014年
- 本物18歳 女子◯生 卒◯前デビュー（5月1日、アイエナジー）
- 担任からここへ来るように言われました。 める149cm（6月1日、ミニマム）
- 女子校生プ○ステ4掲示板待ち合わせお持ち帰りSEX（6月3日、DOC）他出演:若桜りく
- 勘違い痴漢 満員電車で偶然見ず知らずの美女に密着。気が付かないうちに美女の敏感な所に僕の持ち物が触れ、感じさせていた勘違い痴漢で美女はたまらず発情!?（6月5日、Hunter）他出演:若桜りく、松すみれ、鈴木ありす、星まりあ、紗藤まゆ
- パイパンロリっ娘 小川めるる 18歳（7月26日、グリッターフィルムズ）
- 真夏のロリっ娘露出 日焼け少女中出し紀行 みこ 14祭（8月8日、First Star）※「みこ」名義
- 海色ロリータ日焼けあと プライベートビーチ乱交。 〜大人と少女の無垢無垢アイランド〜（8月19日、幼獄LiTE）共演:加賀美シュナ、辻井ゆう
- ねぇ、おにいちゃん一緒にお風呂はいってもいい? 〜初●もきていない小さな妹たち〜（8月22日、TMA）他出演:愛須心亜、山口エリカ
- ｢チンポを勃てて悦ばす｣が校訓の憧れの都内一等地にある南青○性女学院（9月2日、DOC）共演:さくらえな、原ゆりあ、香椎りおん、川田悠美、倉科紗央莉、大崎みこと、大澤美咲、北山悠、睦見しほ、檸檬、臼井あいみ、生駒はるな、あおば結衣、紺野ひかる、篠宮ゆり、愛須心亜、白咲ちえ、白咲碧
- 月刊パイパン美少女 小川めるる 18歳（9月13日、ロリマン）
- THE強姦島 全裸貧乳少女・廃墟放牧サバイバルレイプ（9月19日、キチックス/妄想族）共演:青井いちご、加賀美シュナ、辻井ゆう、榛名澪
- 毎朝通勤途中に見かける女子校生のパンチラが見えてラッキーと思ってたら、彼女のマ○コはムズムズ発情中。（9月25日、SWITCH）共演:紗藤まゆ、川上彩乃、月野こころ
- 素人レズナンパ VOL.3 ウブな素人娘の初めてのレズ体験（10月3日、OFFICE K'S）他出演:有本紗世、桃宮もも、嶋美れい、ましろあい、小西まりえ、辻井ゆう、沙藤ユリ、桃原まみか ほか
- お嬢様学園の連続射精クラブ（10月5日、フリーダム）共演:野宮さとみ、摘津蜜、百田まゆか、石原あい、大森玲菜
- ずーっと立ってなさい! 無理矢理立たされたまま地獄のチンポ責め（10月17日、OFFICEK'S）他出演:阿部乃みく、春日野結衣、みおり舞、ましろあい、梅咲蘭、仲間直緒
- 上はセーラー下はブルマ脚はニーソックスの学園　セラブル脚コキ編（11月5日、フリーダム）共演:摘津蜜、野宮さとみ、石原あい、大森玲菜、百田まゆか
- 挑発パンチラBOX（12月13日、アロマ企画）他出演:倉科もえ、南梨央奈、舞坂仁美、原美織、秋川美紀
- お下品！ガニ股フェラ（12月19日、SEX Agent）他出演:夏芽ひなた、草刈みずき、佳苗るか、水原さな、住田みく、園崎美弥、内村りな

2015年
- 罵倒地獄番外編　センズリを馬鹿にする女（1月5日、フリーダム）他多数出演
- 変態おやじ白書 素人援交生中出し　めるる18才　小川めるる（1月9日、プラム）
- 無毛ドリーム　小川めるる（1月13日、ロリマン）
- お酒くさい大人もキチンとお相手するぞい（2月27日、バルタン）
- 雄二ゴメスloves 016 まりちゅわ～ん 1●才処女。（3月1日、プラム）
- アキバ系ロリコス美少女☆ウチ・・・パイパンなんです・・・　小川めるる（4月20日、グリッターフィルムズ）
- ストレスの溜まりまくった鬼畜JKに無理矢理連続強制射精させられた 2（5月17日、セカンドフェイス）共演:花穂、木村つな
- レズカップルの金蹴りM格闘 ペニバンWレイプ　小川めるる 一之瀬愛理（5月19日、M男パラダイス）共演:一之瀬愛理
- S女とM女のガン突きペニバンレズ　小川めるる 一之瀬愛理 （7月7日、MEGAMI）共演:一之瀬愛理
- パイパン角オナニー 3（7月13日、アロマ企画）他出演:木内亜美菜、若月まりあ、辻井ゆう、河西あみ、有本紗世、白川まお
- はじめてのおつかい～親戚中に中出しされて～　小川めるる（8月20日、いもうとChannel）
- 魔法の水【聖水】10人の美女（11月19日、M男パラダイス）他出演:香山美桜、上原果歩、西川りおん、あやなれい、有森涼、一之瀬愛理、広瀬奈々美、石川しずか、初美沙希

2016年
- 生まれて初めての金蹴り（1月5日、フリーダム）他多数出演
- ちっぱい少女に強制中出しセックス12人（3月1日、プラネットプラス）他出演:大原友美、荒木まい、陽木かれん、加賀美シュナ、初芽里奈、早乙女ゆい、春日野結衣、土屋あさみ、川越ゆい、高槻ルナ、井上みづき
- 聖水依存 体液ボッタボタの美痴女たち（4月25日、MEGAMI）他出演:浜崎真緒、三喜本のぞみ、石川しずか、有森涼、北島玲、一之瀬愛理、広瀬奈々美、園田花凛、仁美まどか
- われめパッキリ！結合部クッキリ！つるるんパイパン少女の中出しセックス大全集（6月16日、いもうとChannel）他出演:小衣つくし、海野空詩、可愛まゆ、檸檬、一之瀬すず、土屋あさみ、橘かえで、穂村りか、岩瀬みゆ、松嶋真麻
- おじさんと少女 年の差20歳以上の中出しセックス13人4時間（7月21日、いもうとChannel）他出演:鈴原エミリ、紗也いつか、山中みちる、森川涼花、美月笑麻、松嶋真麻、さとう愛理、土屋あさみ、一之瀬すず、芦田心美、石村琴葉、片岡りさ
- 女子校生にパンチラで挑発されパンパンに勃起した欲情ち○ぽをうっとり見つめてもらいながらシコシコしてしまった！！ エッチで無邪気なパンチラJK23人 240分（10月28日、ケイ・エム・プロデュース）他出演:葵こはる、穂刈みゆき、長谷川しずく、荒木まい、小西まりえ、笹宮あずさ、有本紗世、蒼乃ミク、川越ゆい、大森玲菜 、あやね遥菜、早乙女らぶ、中野祥子、彩城ゆりな、松岡セイラ、野宮さとみ、西原智美、杏咲望、舞坂仁美、愛須心亜、大槻ひびき、鈴森汐那
- 美人妻オール生中出し20人8時間DX（12月23日 ケイ・エム・プロデュース）他多数出演

2017年
- 雪景色 日本発情地帯（1月15日、プラム）他出演:かなた美緒、中村蒼子、水原薫子、神崎久美、鈴森汐那、友田彩也香、 舞坂仁美、八木あずさ
- 【MEGAMI】M性感 BOX 10枚組21時間（7月15日、MEGAMI）他多数出演
- 娘、姪っ子、妹を家庭内で盗撮わいせつ近親相姦映像集 2枚組8時間（9月22日、TMA）他出演: 前園にこ、琴羽雫、須藤あい、音羽りり、野々宮ここみ、山口エリカ、朝比奈ゆめの、澄川鮎、並木杏莉、なごみ、陽木かれん、跡美しゅり、有本紗世、なつめ愛莉、土屋あさみ、夏海いく、早乙女ゆい、楓ゆうか、早瀬ありす、桃原まみか、白咲碧、あず希、愛須心亜、愛葉るりか
- 抜き挿し丸見え！おま●こドアップディルドオナニー BEST 21名 8時間 2枚組（12月22日、OFFICEK'S）他多数出演
- パンチラ好きのあなたがフルボッキでシコシコ出来る! 美少女達のパンモロ挑発＆センズリサポート 20人（12月22日、ケイ・エム・プロデュース）他出演:原美織、あおいれな、前田のの、白桃心奈、佳苗るか、永瀬里美、桜井あゆ、若菜みなみ、川越ゆい、葉山美空、南希海、有本紗世、あやね遥菜、小西架純、春日部このは、藤本ゆうり、瀬奈まお、逢月はるな、市川とわ